# Alain Peyrefitte

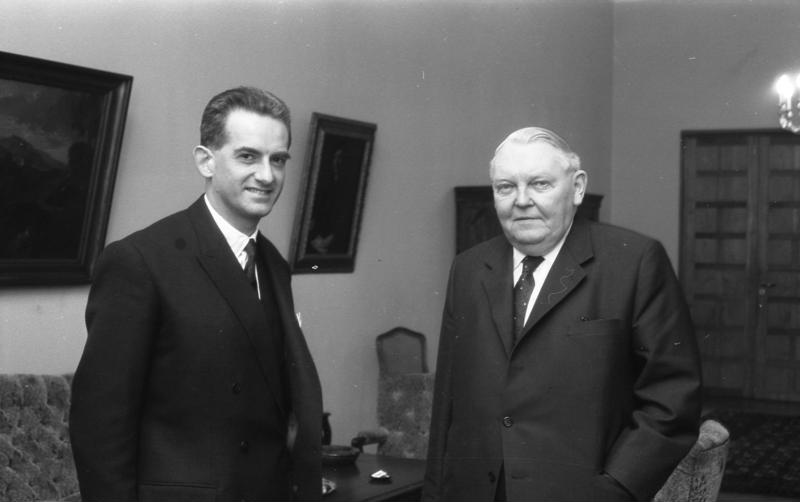
Alain Peyrefitte till vänster, Västtysklands förbundskansler Ludwig Erhard till höger, år 1964.

Alain Peyrefitte, född 26 augusti 1925 i Najac, död 27 november 1999 i Paris, var en fransk diplomat, politiker och skriftställare.

## Biografi
Alain Peyrefitte föddes i Najac som son till lärarna Jean och Augustine Peyrefitte. Han studerade vid École normale supérieure och antropologi vid C.N.R.S. samt blev fil.dr. Dessutom hade han studier från École nationale d'administration. Han värvades som diplomat efter studierna, med tjänst förlagd i bland annat Tyskland och Polen, och blev ministre plénipotentiaire 1975. 
1958 invaldes han i femte republikens parlamentet för Seine-et-Marne, och omvaldes till 1995 då han utsågs till senator för Seine-et-Marne. 1964-1988 var han conseiller général för Bray-sur-Seine. 
Sedan han några månader varit statssekreterare vid informationsdepartementet, kallade Charles de Gaulle honom till posten som informationsminister i december 1962 vilket han kvarblev som till 1966. 1966-1967 var han minister för vetenskaplig forskning, och 1967-1968 utbildningsminister - han avgick i den senare befattningen med anledning av majrevolten. Fram till 1972 var han ordförande för nationalförsamlingens kulturkommission och därpå ett år generalsekreterare för gaullistierna, U.D.R. Han återkom till regeringen 1973 som minister för administrativa reformer, var några månader miljö- och kultuminister, innan han 1977 utsågs till justitieminister, vilket han var till 1988.
Som skriftställare och författare gjorde han sin debut 1946 med Rue d’Ulm. 1949 utkom Le Mythe de Pénélope som belönades av Franska akademien. 1983 blev han ordförande för le Figaros redaktionskommitté. Han utgav flera essäsamlingar, däribland När Kina vaknar kommer världen att darra, vilket var den första bok som utgavs av det nybildade Brombergs förlag, 1976. Han invaldes i Franska akademien 1977 på stol 11.